# Lijst van Azteekse goden
Dit is een lijst van Azteekse goden, met korte omschrijvingen.

## Lijst van goden

### A
| Naam     | Naam in hiërogliefen | Variant | Korte beschrijving                     |
| -------- | -------------------- | ------- | -------------------------------------- |
| Atlacoya |                      |         | Godin van droogte en onvruchtbaar land |

### C
| Naam            | Naam in hiërogliefen | Variant                           | Korte beschrijving                                    |
| --------------- | -------------------- | --------------------------------- | ----------------------------------------------------- |
| Cinteotl        |                      | Centeōtl, Centeocihuatl, Centeotl | God/godin van maïs                                    |
| Citlalatonac    |                      |                                   | God van de sterren                                    |
| Citlalicue      |                      | Citlalinicue, Ilamatecuhtli       | Godin van de sterren                                  |
| Cipactonal      |                      |                                   | God van de dag, astrologie en kalenders               |
| Cihuateteo      |                      | Ciuteoteo, Ciuateoteo, Civateteo  | Geesten van vrouwen die waren gestorven bij bevalling |
| Cihuacoatl      |                      | Cihuacóatl                        | Godin van geboorte en vruchtbaarheid                  |
| Chalchiutotolin |                      |                                   | God van ziektes                                       |
| Chalchiuhtlicue |                      |                                   | Godin van wateren                                     |
| Chimalma        |                      |                                   | Godin van de dood, wedergeboorte en vruchtbaarheid    |
| Chicomecoatl    |                      |                                   | Godin van de landbouw                                 |
| Coatlicue       |                      |                                   | Godin van de dood, wedergeboorte en vruchtbaarheid    |
| Coyolxauhqui    |                      |                                   | Godin van de maan                                     |

### E
| Naam    | Naam in hiërogliefen | Variant              | Korte beschrijving |
| ------- | -------------------- | -------------------- | ------------------ |
| Ehecatl |                      | Quetzalcoatl-Ehecatl | God van de wind    |

### H
| Naam            | Naam in hiërogliefen | Variant      | Korte beschrijving                  |
| --------------- | -------------------- | ------------ | ----------------------------------- |
| Huitzilopochtli |                      | Inaquizcaotl | God van de zon, heer van het zuiden |
| Huehuecoyotl    |                      |              | God van ouderdom                    |
| Huixtocihuatl   |                      |              | Godin van zout                      |

### I
| Naam               | Naam in hiërogliefen | Variant | Korte beschrijving |
| ------------------ | -------------------- | ------- | ------------------ |
| Itzpapalotltotec   |                      |         | God van offering   |
| Itzpapalotlcihuatl |                      |         | Godin van offering |
| Ixtlilton          |                      |         | God van medicijnen |

### M
| Naam            | Naam in hiërogliefen | Variant | Korte beschrijving                                         |
| --------------- | -------------------- | ------- | ---------------------------------------------------------- |
| Malinalxochitl  |                      |         | Godin van slangen, schorpioenen en insecten uit woestijnen |
| Mayahuel        |                      |         | Godin van Agave                                            |
| Metztli         |                      |         | Godin van de maan                                          |
| Mictlantecuhtli |                      |         | God van de onderwereld                                     |
| Mictecacihuatl  |                      |         | Godin van de onderwereld                                   |
| Mixcoatl        |                      |         | God van oorlog en jacht                                    |

### O
| Naam        | Naam in hiërogliefen | Variant | Korte beschrijving   |
| ----------- | -------------------- | ------- | -------------------- |
| Opochtli    |                      |         | God van visserij     |
| Ometeotl    |                      |         | God van dualiteit    |
| Ometecuhtli |                      |         | God van substantie   |
| Omecihuatl  |                      |         | Godin van substantie |
| Oxomo       |                      |         | Godin van de nacht   |

### P
| Naam            | Naam in hiërogliefen | Variant | Korte beschrijving      |
| --------------- | -------------------- | ------- | ----------------------- |
| Piltzintecuhtli |                      |         | God van de rijzende zon |
| Patecatl        |                      |         | God van pulque          |
| Painal          |                      |         | Boodschapper            |

### Q
| Naam         | Naam in hiërogliefen | Variant | Korte beschrijving                                                     |
| ------------ | -------------------- | ------- | ---------------------------------------------------------------------- |
| Quetzalcoatl |                      |         | God van wijsheid, leven, kennis, vruchtbaarheid en heer van het westen |

### T
| Naam                  | Naam in hiërogliefen | Variant | Korte beschrijving                                                            |
| --------------------- | -------------------- | ------- | ----------------------------------------------------------------------------- |
| Temazcalteci          |                      |         | Godin van moederschap                                                         |
| Tepeyollotl           |                      |         | God van bergen en echo's                                                      |
| Tezcatlipoca          |                      |         | God van materie, onzichtbaarheid, heerser over de nacht, heer van het noorden |
| Tezcatzoncatl         |                      |         | God van wijn                                                                  |
| Tianquiztli           |                      |         | Godin van de zevergesternte                                                   |
| Tlazolteotl           |                      |         | Godin van lust en seksueel wangedrag                                          |
| Tlaltecuhtli          |                      |         | God van de aarde                                                              |
| Tlalcihuatl           |                      |         | Godin van de aarde                                                            |
| Tlahuizcalpantecuhtli |                      |         | God van de morgen                                                             |
| Tlaloc                |                      |         | God van de donder                                                             |
| Tonatiuh              |                      |         | God van de zon                                                                |
| Tonacatecuhtli        |                      |         | God van vruchtbaarheid                                                        |
| Tonacacihuatl         |                      |         | Godin van vruchtbaarheid                                                      |
| Tzitzimime            |                      |         | God van de sterren                                                            |

### X
| Naam         | Naam in hiërogliefen | Variant | Korte beschrijving           |
| ------------ | -------------------- | ------- | ---------------------------- |
| Xantico      |                      |         | Godin van vuur               |
| Xipe Totec   |                      |         | Heer van het oosten          |
| Xiuhtecuhtli |                      |         | God van vuur                 |
| Xochipilli   |                      |         | God van liefde en kunst      |
| Xochiquetzal |                      |         | Beschermer van jonge moeders |
| Xolotl       |                      |         | God van de zonsondergang     |

### Y
| Naam         | Naam in hiërogliefen | Variant | Korte beschrijving              |
| ------------ | -------------------- | ------- | ------------------------------- |
| Yacatecuhtli |                      |         | God van handelaren en reizigers |

### Z
| Naam        | Naam in hiërogliefen | Variant | Korte beschrijving        |
| ----------- | -------------------- | ------- | ------------------------- |
| Zacatzontli |                      |         | Beschermer van handelaren |

## Groepen
- Ahuiateteo of Macuiltonaleque - goden van genot en buitensporigheid, deze representeren ook de gevaren die bij buitensporigheid komen kijken.
- Centzonmimixcoa - goden van de zuidelijke sterren.
- Centzonhuitznahua - goden van de noordelijke sterren.
- Centzontotochtin - goden van wijn.
- Cinteteo - goden van maïssoorten.
- Ehecatotontli - goden van de windrichtingen.